# Florence (Misisipi)
Florence es una ciudad del condado de Rankin, Misisipi, Estados Unidos. Según el censo de 2020, tiene una población de 4.572 habitantes.

## Demografía

### Censo de 2000
Según el censo de 2000, había 2.396 personas, 931 hogares y 701 familias residiendo en la localidad. La densidad de población era de 157,3 hab./km². Había 1.054 viviendas con una densidad media de 69,2 viviendas/km². El 88,69% de los habitantes eran blancos, el 10,31% eran afroamericanos, el 0,04% eran amerindios, el 0,29% eran asiáticos, el 0,13% eran de otras razas y el 0,54% eran de dos o más razas. El 1,13% de la población eran hispanos o latinos de cualquier raza.
Según el censo, de los 931 hogares en el 41,0% había menores de 18 años, el 57,8% pertenecía a parejas casadas, el 14,6% tenía a una mujer como cabeza de familia, y el 24,7% no eran familias. El 21,8% de los hogares estaba compuesto por un único individuo, y el 8,7% pertenecía a alguien mayor de 65 años viviendo solo. El tamaño promedio de los hogares era de 2,55 personas, y el de las familias de 2,99.
La población estaba distribuida en un 28,7% de habitantes menores de 18 años, un 9,6% entre 18 y 24 años, un 33,2% de 25 a 44, un 18,8% de 45 a 64, y un 9,6% de 65 años o mayores. La media de edad era 32 años. Por cada 100 mujeres había 87,0 hombres. Por cada 100 mujeres de 18 años o más, había 83,2 hombres.
Los ingresos medios por hogar en la localidad eran de 39.400 dólares ($), y los ingresos medios por familia eran 46.250 $. Los hombres tenían unos ingresos medios de 35.030 $ frente a los 24.327 $ para las mujeres. La renta per cápita para la ciudad era de 18.162 $. El 10,8% de la población y el 9,6% de las familias estaban por debajo del umbral de pobreza. El 14,8% de los menores de 18 años y el 12,0% de los habitantes de 65 años o más vivían por debajo del umbral de pobreza.

### Censo de 2020
Según el censo de 2020, el 83,05% de los habitantes de la ciudad son blancos, el 13,32% son afroamericanos, el 0.22% son asiáticos, el 0.09% son amerindios, el 0,46% son de otras razas y el 2,87% son de dos o más razas. Del total de la población, el 1.21% son hispanos o latinos de cualquier raza.
Hay 1.827 unidades habitacionales en la ciudad, de las cuales 1.698 están ocupadas. Del total de quienes ocupan esas unidades habitacionales, el 48,41% son familias conformadas por parejas casadas, el 4,89% tienen a un hombre como cabeza de familia y el 6,77% tienen a una mujer como cabeza de familia.

## Geografía
Según la Oficina del Censo de los Estados Unidos, la localidad tiene un área total de 20.96 km², correspondientes en su totalidad a tierra firme.